# Chinidyna
Chinidyna (łac. chinidinum) – organiczny związek chemiczny, alkaloid otrzymywany z kory drzewa chinowego (Cinchona), otrzymywany także syntetycznie.
Jest najstarszym lekiem przeciwarytmicznym, prototypem leków stabilizujących błonę komórkową (grupa IA według podziału Vaughana Williamsa). Chinidyna jest prawoskrętnym izomerem chininy. W przeciwieństwie do niej chinidyna ma słabe działanie przeciwzimnicze, a spotęgowane działanie przeciwarytmiczne. Mechanizm działania polega na zmniejszeniu przewodnictwa i kurczliwości mięśnia sercowego, zmniejszeniu wrażliwości węzła zatokowego, przedłużeniu okresu refrakcji. Ponadto chinidyna zwalnia przewodnictwo włókien przedsionkowych i pęczka Hisa. Oprócz wpływu na serce lek zmniejsza napięcie mięśni gładkich, rozszerza naczynia krwionośne, obniża ciśnienie krwi między innymi przez rozszerzenie naczyń.
Chinidyna jak inne leki przeciwarytmiczne może działać proarytmicznie. Może dochodzić do znacznego wydłużenia odstępu QT i występowania napadów częstoskurczu komorowego, częstoskurczu komorowego typu torsade de pointes oraz migotania komór. W niektórych przypadkach do działania proarytmicznego może dochodzić już przy stężeniach terapeutycznych leku we krwi.
W Polsce produkowana przez firmę Polfa Warszawa w postaci dwuwodnego siarczanu, pod nazwą chinidinum sulfuricum, w postaci drażetek 200 mg.
Wskazania do stosowania:
- napadowy częstoskurcz przedsionkowy
- trzepotanie przedsionków
- napadowe migotanie i trzepotanie przedsionków
- zapobieganie nadkomorowym tachyarytmiom po kardiowersji elektrycznej lub farmakologicznej
- wrodzony zespół krótkiego QT
- zespół wczesnej repolaryzacji – przy współistnieniu groźnych arytmii[7].